# Hermann Essig

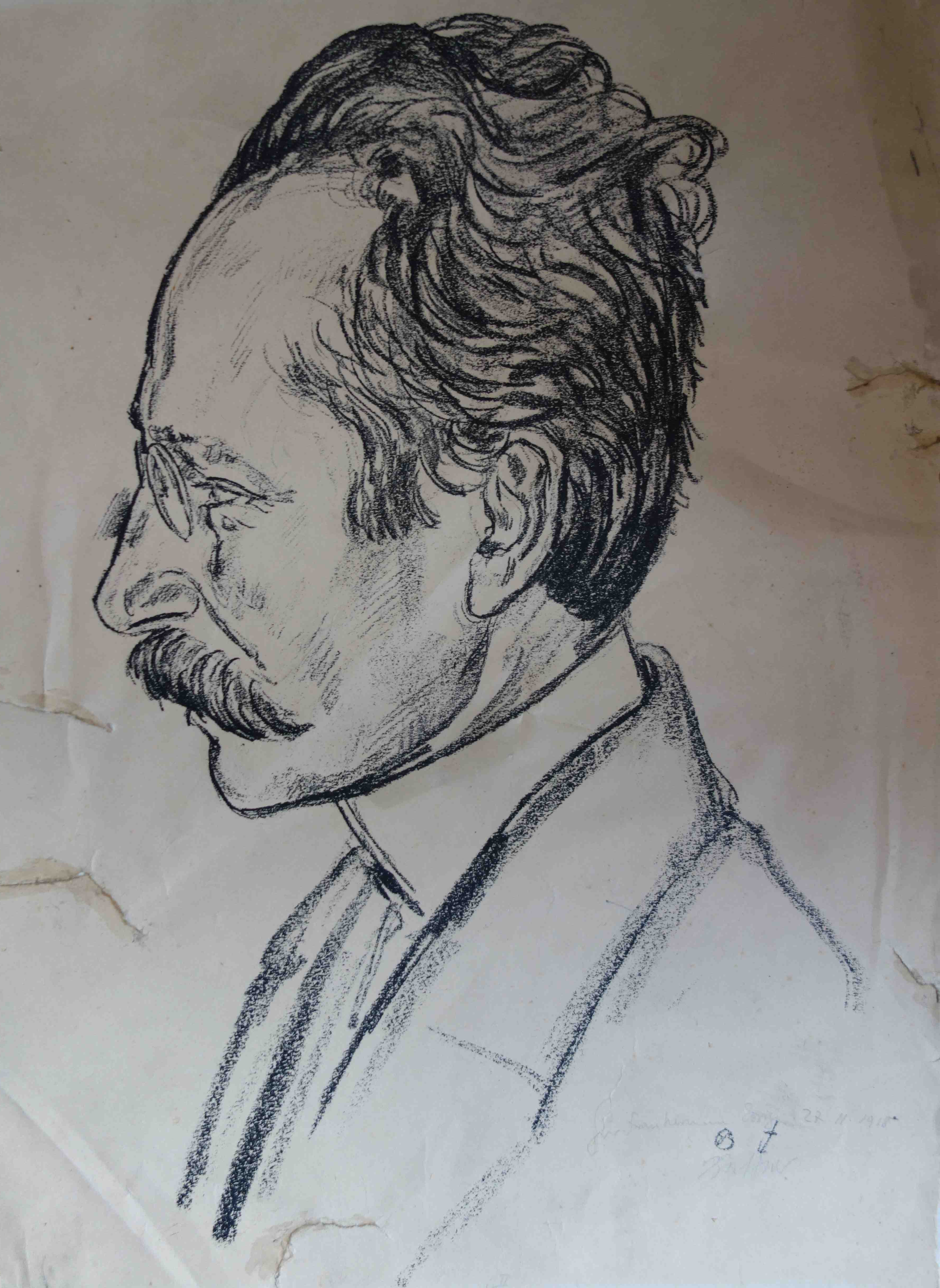
Hermann Essig, ca. 1917. Kohlezeichnung von Erich Büttner (1889–1936)

Hermann Essig (* 28. August 1878 in Truchtelfingen; † 21. Juni 1918 in Berlin-Lichterfelde) war ein deutscher Dramatiker, Erzähler und Lyriker.

## Leben
Hermann Essig war der Sohn des Truchtelfinger Pfarrers und der zwei Jahre ältere Bruder des Malers Gustav Essig. Er verbrachte seine Schulzeit in Weinsberg und Heilbronn, wo er am Karlsgymnasium sein Abitur absolvierte. Er studierte an der Technischen Hochschule in Stuttgart. 1902 musste er wegen einer Lungenerkrankung zur Kur in die Schweiz und begann dort zu schreiben. Ab 1904 lebte er in Berlin, zunächst als Technischer Zeichner bei einem befreundeten Ingenieur, dann als freier Schriftsteller. Er heiratete 1905 die Witwe von Emil Rosenow, eines sozialdemokratischen Reichstagsabgeordneten und Schriftstellers. Dessen Komödie Kater Lampe wurde sehr erfolgreich gespielt und sicherte lange Zeit das Dasein des eher erfolglos arbeitenden Essig. In den Folgejahren versuchte er, im literarischen Leben Berlins Fuß zu fassen. 1905 beendete er das Schauspiel Napoleons Aufstieg. In den Jahren 1906/1907 folgten die Tragödie Ueberteufel und das Drama Ihr stilles Glück –!, 1908 die Erzählung Der Wetterfrosch und die Tragödie Mariä Heimsuchung.
Bis zu diesem Zeitpunkt gab es weder eine Aufführung noch einen Verlag, der sich Essigs angenommen hätte. Über den Lektor des S. Fischer Verlags Moritz Heimann kam der Schwabe schließlich zum Verlag Paul Cassirer. Hier erschienen die schwäbischen Lustspiele Die Weiber von Weinsberg und Die Glückskuh. Erst jetzt nahm die Kritik langsam von Essig Notiz, der unablässig weiterschrieb. 1910 beendete er das Schauspiel Der Held vom Wald, 1910/1911 das Lustspiel Der Frauenmut.
1911 führte die Liebhaberbühne Pan zum ersten Mal eins seiner Stücke auf, Die Glückskuh. Der Dichter Jakob van Hoddis schreibt darüber:

„Am meisten vergnügt mich Hermann Essig durch die Umkehrung einer gewohnten psychologischen Perspektive. Er stellt die Frauen als die Geistigeren dar, als die bewussteren Tiere, deren Entschlüsse in grösserer Helligkeit wachsen, ferner von besinnungsloser Dumpfheit; aber er empfindet sie auch als die Boshafteren, Härteren, Verlogeneren. Man würde den Hermann Essig einen grausamen Psychologen nennen, wenn man nicht fühlte: er liebt die Frauen viel zu sehr, um sie zu idealisieren; er kann noch da lächelnd geniessen, wo ein Strindberg tobt und anklagt.“

1911 und 1912 brachte der berühmte Kritiker Alfred Kerr Erzählungen Essigs in seiner und Paul Cassirers Zeitschrift Pan, herausgegeben von Cassirer. 1912 schloss Essig dann noch das einaktige Lustspiel Ein Taubenschlag ab.
1912 kam es zum Bruch mit Cassirer, weil er sich nicht genügend gefördert fühlte. Essig veröffentlichte viele der noch unveröffentlichten Dramen im Selbstverlag, darunter das neue Schauspiel Des Kaisers Soldaten sowie das Lustspiel Der Schweinepriester.
1913 bedeutete für ihn die Verleihung des Kleist-Preises durch Jakob Schaffner (für den Held vom Wald) an ihn und Oskar Loerke einen großen finanziellen und ideellen Erfolg. In diesem Jahr kommt es auch zum ersten Kontakt mit Herwarth Walden, dem Leiter der Kunst-Institution Der Sturm. Walden übernimmt Essigs Dramen in seinen Verlag, kann aber keine Aufführungen für den Autor erringen. 1913 beendet Essig das Lustspiel Pharaos Traum.
1914 wird Essig zum Kriegsdienst eingezogen und zur Ausbildung von Pionieren nach Graudenz (Westpreußen) beordert. Zweite Verleihung des Kleist-Preises an ihn (für Des Kaisers Soldaten) durch Arthur Eloesser; wieder wird der Preis geteilt, diesmal zwischen ihm und Fritz von Unruh. Erste Aufführungen in Berlin und Düsseldorf bringen ihn mit der Zensur in Konflikt. Sie wird in den kommenden Jahren immer wieder gegen ihn vorgehen, vor allem wegen sexuell anstößiger und den Pfarrstand verhöhnender Stellen.
1915/1916 stellt er das Schauspiel Die Hoffnung des Vaganten von Emil Rosenow fertig.
1917/1918 wird Essig für ein Jahr wegen Neurasthenie vom Wehrdienst freigestellt. Weil er die Moderne ablehnt und sich vom Sturm nur ausgenutzt fühlt, schreibt er das Schlüssel-Lustspiel Kätzi und den Schlüsselroman Der Taifun; beide erscheinen erst postum.
1918 wird Essig im April wieder zum Militärdienst berufen. Die Tragödie Mira, die Silberbraut bleibt unvollendet. Am 21. Juni stirbt Essig in Berlin-Lichterfelde an einer Lungenentzündung.
Insgesamt verfasste er sechzehn Dramen, die naturalistische, expressionistische und klassische Elemente verquicken. Sie sind von Realismus gekennzeichnet und weisen stilistische und inhaltliche Bezüge zu Gerhart Hauptmann, Hermann Sudermann und Frank Wedekind auf. Themen sind eine gegen das Bürgertum gerichtete Sozialkritik, die Isolation des Einzelnen und die Absurdität der menschlichen Existenz. Die nicht selten drastische Darstellung und Thematisierung von Sexualität sowie starke satirische Elemente riefen häufig den Zensor auf den Plan.
Essigs größter Erfolg war sein Schlüsselroman Der Taifun (Kurt Wolff, 1919), in dem er sich über das kunstverrückte Berliner Publikum und die modernen Tendenzen des Sturm-Kreises lustig machte. Der Autor Kasimir Edschmid schrieb über den Taifun:

„So ist Essig zweifellos nicht sprach- oder formschöpferisch im großen und letzten Sinn und hat doch ein Buch geschrieben, das an Kompaktheit, Originalität und Fülle des Geschauten niemals seither vorhanden ist. (‚Taifun‘, bei Kurt Wolff, München). Dennoch wäre es letzten Endes ohne Sternheim und Heinrich Mann undenkbar. Der Roman satirisiert den ‚Sturm‘-Kreis in einer in Deutschland kaum gekannten Kühnheit der Form. Manns geißelnde Romane sind (mit Ausnahme des leider schlecht ausklingenden ‚Professor Unrat‘) nicht ins Dichterische, nicht ins Ewige hinein stilisiert, sondern nur ins Zeithaft-Glossierende. Sie bleiben Politik. Essig baut von da erst auf, denn der ‚Sturm‘-Kreis ist ihm am Ende Wurst, und es sensationiert ihn keineswegs zu sehr, daß schließlich selbst unsichtbare Bilder als letzte Abstraktionshöhe, d. h. also leere Rahmen verkauft werden. Sondern er zuckt nach dem menschlichen Jammer dahinter, nach den Verbogenheiten der Seele, nach den unmöglichsten Äußerungen des Verdrehten, Barocken im Dasein. Und er vollbringt die Zusammenschweißung anstößigster, schrecklichster und gewagtester Dinge mit ungewöhnlicher Konzentration. Ohne Zweifel einer der besten satirischen Romane unserer Zeit und infolgedessen, d. h. infolge seines kühn über die Zeit hinausgehenden Gehalts, schwer verkannt.“

Kritiker wie Alfred Kerr oder Franz Blei schätzten Essig, monierten allerdings handwerkliche Schnitzer und dramatische Schwächen.
Essig wurde auf dem Parkfriedhof in Lichterfelde-West in Berlin beigesetzt. Sein Grab wurde nach dem Zweiten Weltkrieg aufgelassen.

## Rezeption
In der Weimarer Republik wurden Dramen Essigs vor allem in Berlin gespielt, u. a. von Regisseuren wie Jürgen Fehling und Leopold Jessner. 1933 kam er auf eine der Schwarzen Listen der Bücherverbrennung, bei Durchsuchung der Räume des Sturm beschlagnahmte man auch seine Werke und stampfte sie ein. Der Präsident der Reichsschrifttumskammer Hanns Johst bekräftigte allerdings in einem Schreiben an die Witwe, dass Essig insgesamt nicht verboten sei, er dessen Werk sogar schätze. Zu Aufführungen kam es bis 1975 nicht mehr.
In den frühen 1970er-Jahren machte Helene Weigel den Leiter des Verlags der Autoren, Karlheinz Braun, auf die Stücke Essigs aufmerksam. In der Folge kam es zu einer kleinen Renaissance des Dramatikers. Seine Komödien Die Glückskuh, Der Schweinepriester, Die Weiber von Weinsberg und Der Frauenmut wurden ab 1978 in Stuttgart, Basel, Esslingen, Pforzheim, Freiburg und Nürnberg aufgeführt. Eine bayerische Fassung der Glückskuh spielte das Münchner Volkstheater Ruth Drexels 1988/89 sehr erfolgreich. Sie wurde auch für das Fernsehen aufgezeichnet.
Der Schriftsteller Martin Walser, dessen Tochter Franziska Walser in der Erstaufführung der Glückskuh das Rebekkle spielte, meinte:

„Ich würde wahnsinnig gern weitere Stücke lesen, weil mich dieser Sprachrhythmus verhext hat, ich bin ununterbrochen in Versuchung, solche Essig-Sätze zu sagen, ich kann mich schlecht wehren. Daß Essig nicht mehr verschwinden darf, ist klar …“

### Primärliteratur
- Napoleons Aufstieg. Schauspiel in vier Aufzügen, Verlag Der Sturm, Berlin 1903–1905 (Digitalisat).
- Furchtlos und treu. Drama in fünf Aufzügen, Verlag Paul Cassirer, Berlin 1911 (Digitalisat).
- Der Frauenmut. Lustspiel in fünf Aufzügen, Verlag Der Sturm, Berlin 1912 (Digitalisat).
- Ihr stilles Glück-! Drama in fünf Aufzügen, Verlag Der Sturm, Berlin 1912 (Digitalisat).
- Der Held vom Wald. Schauspiel in fünf Aufzügen,  Verlag Cotta’sche Buchhandlung, Stuttgart und Berlin 1913 (Digitalisat).
- Ein Taubenschlag. Lustspiel in zwei Aufzügen aus dem Leben einer Dienstherrschaft, Verlag Der Sturm, Berlin 1913 (Digitalisat).
- Der Schweinepriester. Lustspiel in vier Aufzügen, Verlag Egon Fleischel & Co., Berlin 1915 (Digitalisat).
- 12 Novellen, Eckstein Verlag, Berlin 1916 (Digitalisat).
  - Neuausgabe Hofenberg, Berlin 2018, ISBN 978-3-7437-2468-6.
- Pharao's Traum. Lustspiel in drei Akten, Kurt Wolff Verlag. Leipzig 1916 (Digitalisat).
- Der Wetterfrosch. Erzählung, Verlag Der Sturm, Berlin 1917 (Digitalisat).
  - Neuausgabe Hofenberg, Berlin 2019, ISBN 978-3-7437-2679-6.
- Der Taifun. Roman, Kurt Wolff Verlag. Leipzig 1919 (Digitalisat).
  - Hermann Essig: Der Taifun. Hg. und mit einem Nachwort von Rolf-Bernhard Essig. Weidle-Verlag, 1997
  - Neuausgabe Hofenberg, Berlin 2017, ISBN 978-3-7437-1174-7.

### Sekundärliteratur
- Ralph Müller-Saalfeld: Essig, Hermann. In: Neue Deutsche Biographie (NDB). Band 4, Duncker & Humblot, Berlin 1959, ISBN 3-428-00185-0, S. 659 (Digitalisat).
- Helmut Sembdner (Hrsg.): Der Kleistpreis 1912–1932. Eine Dokumentation. Erich Schmidt Verlag, Berlin 1968. S. 52–58 u.ö.
- Georg Brühl: Herwarth Walden und „Der Sturm“. DuMont, Köln 1983, ISBN 3-7701-1523-6. S. 103, 107, 217, 247, 293, 300, 324, 350f.
- Volker Pirsich: Der Sturm. Eine Monographie. Verlag Traugott Bautz, Herzberg 1985, ISBN 3-88309-020-4
- Rolf-Bernhard Essig: Hermann Essig 1878–1918. Vom Volksstück zum Großstadtroman – ein schwäbischer Schriftsteller im Berlin des Expressionismus. Ausstellung der Staatsbibliothek zu Berlin – Preußischer Kulturbesitz 26. 6. 1993 – 7. 8. 1993. Reichert, Wiesbaden 1993, ISBN 3-88226-582-5 (Ausstellungskataloge / Staatsbibliothek Preußischer Kulturbesitz. N.F. 5)
- Donatella Germanese: Pan (1910–1915). Schriftsteller im Kontext einer Zeitschrift. Königshausen & Neumann, Würzburg 2000, ISBN 3-8260-1755-2 (Epistemata. Reihe Literaturwissenschaft. 305). S. 80–85 u.ö.
- Barbara Besslich: L’Empereur zwischen Expressionismus und Exil. Napoleon-Dramen von Hermann Essig, Fritz von Unruh, Walter Hasenclever und Georg Kaiser. In: Jahrbuch der Deutschen Schillergesellschaft 47 (2002), S. 250–278.
- Volker Weidermann: Das Buch der verbrannten Bücher. btb Verlag, München 2009, S. 25–27